# Slakt

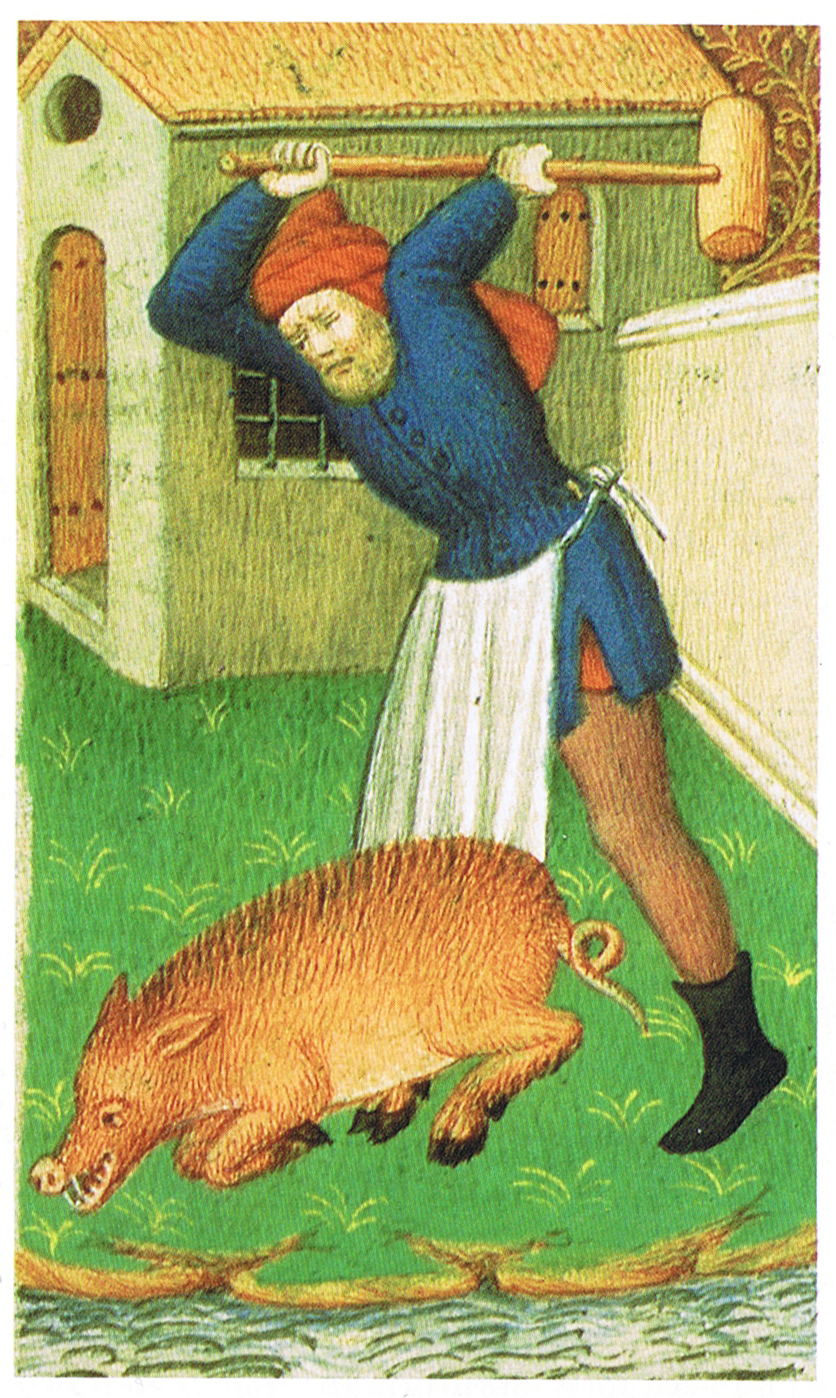
Medeltida avbildning av svinbedövning.

Slakt är avlivning av djur och den beredning som följer direkt efter avlivningen. Till slakten räknas bedövning, blodtappning, flåning, urtagning samt klyvning. Om djurets kött ska användas till livsmedel följs slakten av styckning. Den som har slakt som yrke kallas slaktare. Slaktningen utförs ofta i ett slakteri.
Ordet slakt kan också brukas, då man åsyftar blodigt massmord på människor. Som slang används det även flitigt för att betona en ordentlig förlust, inom finans exempelvis kraftigt sjunkande börser och inom idrotten en övermäktig utslagning av en person eller ett lag.

## Slakt i gamla bondesamhället
I det gamla bondesamhället utfördes slakten, antingen av bönderna själva, eller av byslaktaren. Vanligtvis skedde den på hösten, då djuren var som fetast. Antalet djur som slaktades berodde till viss del på hur många man trodde sig kunna hålla vid liv genom vintern. Fåren slaktades redan i slutet av augusti. Kor och kalvar i oktober, medan grisslakten ägde rum i november. Den utsedda julgrisen fick leva fram till Lucia, för att förvandlas till en rad olika charkuterier på julbordet. 

## Slakt i olika religioner

### Judendom och islam
Skäktning kallas de två liknande slaktningsmetoder som brukas av judar och muslimer. Shehitah heter den av dem som används av judar och den muslimska slaktmetoden kallas för dhabiha. Åtskiljande är att den slaktningsmetod som judarna använder sig av har ett mer detaljerat och utförligt regelverk. Metoden innebär att man skär av slaktdjurets hals med en lång, vass kniv medan djuret är vid medvetande och skär därvid igenom luftstrupen, matstrupen och två stora karotida artärer och två stora vener samt vagusnerven. Genom de avskurna stora halsblodkärlen förblöder djuret.
Den judiska ritualslakten, shehitah, benämns kosherslakt och den muslimska, dhabiha, halalslakt. Efter slakt som utförts korrekt enligt den judiska metoden samt bedikah (inspektion för vidhäftningar) är djuret kosher (annars är det treif). Efter slakt enligt den muslimska metoden är djuret halal (annars är det haram). Metoden är av vikt för rättrogna judar och muslimer eftersom de endast får äta kött som är kosher respektive halal. Kosherslakt (dödande utan bedövning) är inte tillåten i Sverige. Halalslakt är däremot tillåten om djuret är bedövat.

### Hinduism och sikhism
Jhatka är en hinduisk och sikhisk slaktmetod som innebär att slaktdjuret avlivas genom ett hugg med yxa eller liknande verktyg som avskiljer huvudet från kroppen. Jhatka är även begreppet för köttet från djur som slaktats på detta sätt.

## Slaktavfall
Slaktavfall är de delar som blir över när man har tagit tillvara önskade delar av en slaktad djurkropp.
Avfallet kan tas tillvara som råvara vid annan tillverkning (till exempel kan man tillverka biodiesel av det) eller som bränsleråvara vid värmekraftverk. Används även för tillverkning av djurfoder till pälsdjur.